# Liste der indischen Botschafter in Ägypten
Die indische Botschaft und das India House liegen in der 5 Aziz Abaza Stam am Nilufer.
Das 1982 errichtete Maulana Azad Centre for Indian Culture (MACIC) und das Gebäude der Indian Society of International Law (ISIL) sowie der Konsularbereich der Botschaft liegen in 37, Talaat Harb St., Down Town.
In Zeiten, in denen die Arabische Liga ihren Sitz in Kairo hat, ist der indische Botschafter regelmäßig Vertreter der indischen Regierung bei der Arabischen Liga.
| Ernannt / Akkreditiert | Leiter der Auslandsvertretung | Bemerkungen | ernannt von             | akkreditiert bei       | Posten Verlassen |
| ---------------------- | ----------------------------- | --- | ----------------------- | ---------------------- | ---------------- |
| 1947                   | D. Sayed Hussein              | Syud Hossain (* 23. Juni 1888 in Kalkutta; † 25. Februar 1949 in Kairo) war der Sohn von Syud Mohammed und der Enkel von Nawab Abdul Latif Khan Bahadur. Ab 1909 studierte er am Lincoln’s Inn Rechtswissenschaft. Ab 1916 arbeitete beim Bombay Chronicle der von B G Horniman verlegt wurde. Er engagierte sich im Home Rule Movement in Bombay und 1918 wurde er Sekretär der Home Rule deputation. | Jawaharlal Nehru        | Faruq                  | 25. Feb. 1949    |
| 1949                   | Asaf Ali Asghar Fyzee         | | Jawaharlal Nehru        | Faruq                  | 1952             |
| 1952                   | K. Madhava Panikkar           | | Jawaharlal Nehru        | Fu'ād II.              | 1954             |
| 1954                   | Ali Yavar Jung                | | Jawaharlal Nehru        | Muhammad Nagib         | 1958             |
| 1958                   | Ratan Kumar Nehru             | | Jawaharlal Nehru        | Gamal Abdel Nasser     | 1960             |
| 1960                   | Mohammed Azim Hussein         | | Jawaharlal Nehru        | Gamal Abdel Nasser     | 1964             |
| 2. Mai 1964            | Sunder Narain Haksar          | 1955–1956 Botschafter Ankara, Mai 1957–1959 Kabul, 1960-2. Mai 1964: Botschafter in Rom, sowie in Tirana, 1967–1971 Botschafter in Den Haag | Lal Bahadur Shastri     | Gamal Abdel Nasser     | 1966             |
| 1966                   | Apasaheb Balasaheb Pant       | Apa Saheb Pant | Indira Gandhi           | Gamal Abdel Nasser     | 1969             |
| 1969                   | Inderjeet Bahadur Singh       | | Indira Gandhi           | Gamal Abdel Nasser     | 1972             |
| 5. Nov. 1972           | Ashok Balkrishna Bhadkamkar   | 1970–1972: HC Ottawa; 24. September 1976 in Kairo | Indira Gandhi           | Anwar as-Sadat         | 1976             |
| 1976                   | Ashok Sen Chib                | Botschafter in Belgrad, 1983–1985: Baghdad und 1986–1990: Bern | Indira Gandhi           | Anwar as-Sadat         | 1979             |
| 1979                   | K. P. S. Menon junior         | Sohn von K. P. S. Menon | Chaudhary Charan Singh  | Anwar as-Sadat         | 1981             |
| 1981                   | Alfred Gonsalves              | Alfred Silvester Gonsalves Okt 1985 bis Aug 1986 Vertreter der indischen Regierung bei den Organisationen der UN in Genf, 1989–1992 Botschafter in Moskau | Indira Gandhi           | Muhammad Husni Mubarak | 1985             |
| 1985                   | Sudarshan Kumar Bhutani       | IFS (Retd), 1982 Botschafter in Lissabon Nachfolger von Avadhuth Raoji Kakodkar | Rajiv Gandhi            | Muhammad Husni Mubarak | 1989             |
| 1989                   | Pascal Alan Nazareth          | 1978 High Commissioner in Accra, 1979–1982 Botschafter bei Gnassingbé Eyadéma in Lomé, Sitz in Accra. Accra. Botschafter in Togo | Vishwanath Pratap Singh | Muhammad Husni Mubarak | 1992             |
| 1992                   | Arundhati Ghose               | (* 1940) Botschafterin India’s chief test- ban negotiator to the Comprehensive Test Ban (CTB) Treaty | P. V. Narasimha Rao     | Muhammad Husni Mubarak | 1995             |
| Sep. 1995              | Kanwal Sibal                  | [ 2 ] | P. V. Narasimha Rao     | Muhammad Husni Mubarak | März 1998        |
| 1998                   | Shiv Shankar Mukherjee        | 2007 Indian ambassador to Nepal | Atal Bihari Vajpayee    | Muhammad Husni Mubarak | 2000             |
| 2001                   | Satnam Jit Singh              | 1988–1992: resident in Panama, 1999–2001 Botschafter in Mascat | Atal Bihari Vajpayee    | Muhammad Husni Mubarak | 2003             |
| 2004                   | Indrajit Singh Rathore        | | Manmohan Singh          | Muhammad Husni Mubarak | 2005             |
| 2005                   | Acham Gopinathan              | | Manmohan Singh          | Muhammad Husni Mubarak | 2008             |
| 2009                   | R. Swaminathan                | Ramachandran Swaminathan Seit 2012 Botschafter in Wien; | Manmohan Singh          | Muhammad Husni Mubarak | 2012             |
| 2012                   | Navdeep Suri                  | [ 4 ] | Manmohan Singh          | Mohammed Mursi         |                  |